# Marta Martyanova
Marta Valeryevna Martyanova (russo:  Марта Валерьевна Мартьянова; IPA: [ˈmartə mɐrˈtʲjanəvə]; Cazã, 1 de dezembro de 1998) é uma esgrimista russa, campeã olímpica.

## Carreira
Martyanova conquistou a medalha de ouro nos Jogos Olímpicos de Verão de 2020 em Tóquio como representante do Comitê Olímpico Russo ao lado de Inna Deriglazova, Larisa Korobeynikova e Adelina Zagidullina, após derrotar as francesas Anita Blaze, Astrid Guyart, Pauline Ranvier e Ysaora Thibus na disputa de florete por equipes.